# Mal genio
Mal genio (Le Redoutable) es una película francesa biográfica del 2017 escrita y dirigida por Michel Hazanavicius basándose en los acontecimientos del vínculo formado por el director de cine francés Jean-Luc Godard y la actriz Anne Wiazemsky en los años 60. La película fue seleccionada para competir en el Festival de Cannes.
El guion, escrito por el propio director, está basado en el libro autobiográfico Un an après de Anne Wiazemsky.

## Sinopsis
A mediados de la década de los años 60, durante el rodaje de una de sus películas, el director francés Jean-Luc Godard, recién divorciado de Anna Karina, se enamora de la actriz de 17 años Anne Wiazemsky, con la que más tarde se casará. Pero la acogida de la película no es positiva, y desata una crisis en Jean-Luc. 

## Reparto
- Louis Garrel: Jean-Luc Godard.
- Stacy Martin: Anne Wiazemsky.
- Bérénice Bejo: Michèle Rosier.
- Grégory Gadebois:[3] Michel Cournot.
- Micha Lescot:[4] Jean-Pierre Bamberger.